# نهائي كأس الاتحاد الأوروبي للسيدات 2003
نهائي كأس الاتحاد الأوروبي للسيدات 2003 هي المباراة النهائية من منافسة كأس الاتحاد الأوروبي للسيدات 2002–03، أقيمت المباراة في 2003، بين فريقي Umeå IK ‏، وFortuna Hjørring ‏، وفاز فيها Umeå IK ‏، بعد أن هزم Fortuna Hjørring ‏، بنتيجة 7 - 1.

## تفاصيل المباراة
لعبت المباراة النهائية في 2003.
| Umeå IK ‏ | 7 -1 | Fortuna Hjørring ‏ |
| -------- | ---- | ----------------- |
|          |      |                   |